# 阿久津善治
阿久津 善治（あくつ ぜんじ、1922年8月24日 - 1988年2月1日）は、日本の歌人。晩年の前田夕暮に師事し、直系中の直系として純粋で源泉的な生き方と作風を貫いた。1946年2月から1948年10月までの2年3か月にわたり、福島県郡山市から『詩歌』（白日社）の戦後復刊の編集刊行にあたった。1956年、ケルン短歌会を創設し、主宰となる。生涯で幾たびかの生死を分ける病魔との戦いを経て、人生の多くを病床で過ごす傍ら、自然主義歌人として身近な自然と人生の厳しさと温かさを透明な視点の中に収めつつ、高く深い立場から人間と自己を見つめ続けた。

## 経歴

### 出生から白日社入会まで
福島県郡山市に生まれる。1928年、6歳の時に、商家を営む伯父の阿久津藤七・クニ夫妻の養子となる。1935年、郡山商業学校（現在の福島県立郡山商業高等学校）に進学し、終生の友となる幼馴染の三谷晃一と交友を深める。卒業後の1941年に肋膜炎を患い入院し、さらに静養の後、1942年2月には肺浸潤のため石城郡豊間町（平市を経て、現在のいわき市）の海岸療養所に入院し、翌年5月に退院する。1944年、白日社の同人であった太田病院の主治医である秋元藤之助の紹介で、前田夕暮が主宰する白日社（同人誌『詩歌』刊行）に入会した。

### 郡山白日社から『詩歌』を復刊
敗戦後間もない1946年2月、戦時中休刊となっていた『詩歌』復刊について、在京の白日社同人で植物学者の行方沼東や香川進などから、廃墟状態の東京よりも諸般の状況が良好な地方で出版すべきだという声が興り、秋元藤之助が発行を引き受け、白日社を東京・荻窪から郡山市に移した。当初は、郡山白日社の責任者・秋元藤之助とともに取り組んだが、復刊3号後からは責任者の秋元が勤務先の太田病院を去り過疎地での地域医療を目指して地方で開業したため、病弱で入会2年目の24歳の阿久津善治が、いわきの白木英尾や前田はるゑなどの郡山白日社会友の協力を得て刊行の重責を担った。敗戦後の物資不足の中で配給による用紙入手難、また印刷所は活字払底のため社長が列車の窓から乗り込んで、東京でかき集めた活字を背負い、片道7時間かけて郡山まで運搬するなど数多の障害が立ちふさがった。加えて、連合国軍最高司令官総司令部 (GHQ)による編集検閲、遠隔地である東京の前田夕暮や香川進との通信・交通の困難など様々な障害を乗り越えて、『詩歌』復刊第1号は1946年7月に出版し、郡山から全国の会員に発送した。以後、1948年9月号の最終巻まで、『詩歌』は全16号を発刊した。

### 前田夕暮の郡山訪問と福島県歌人会発足

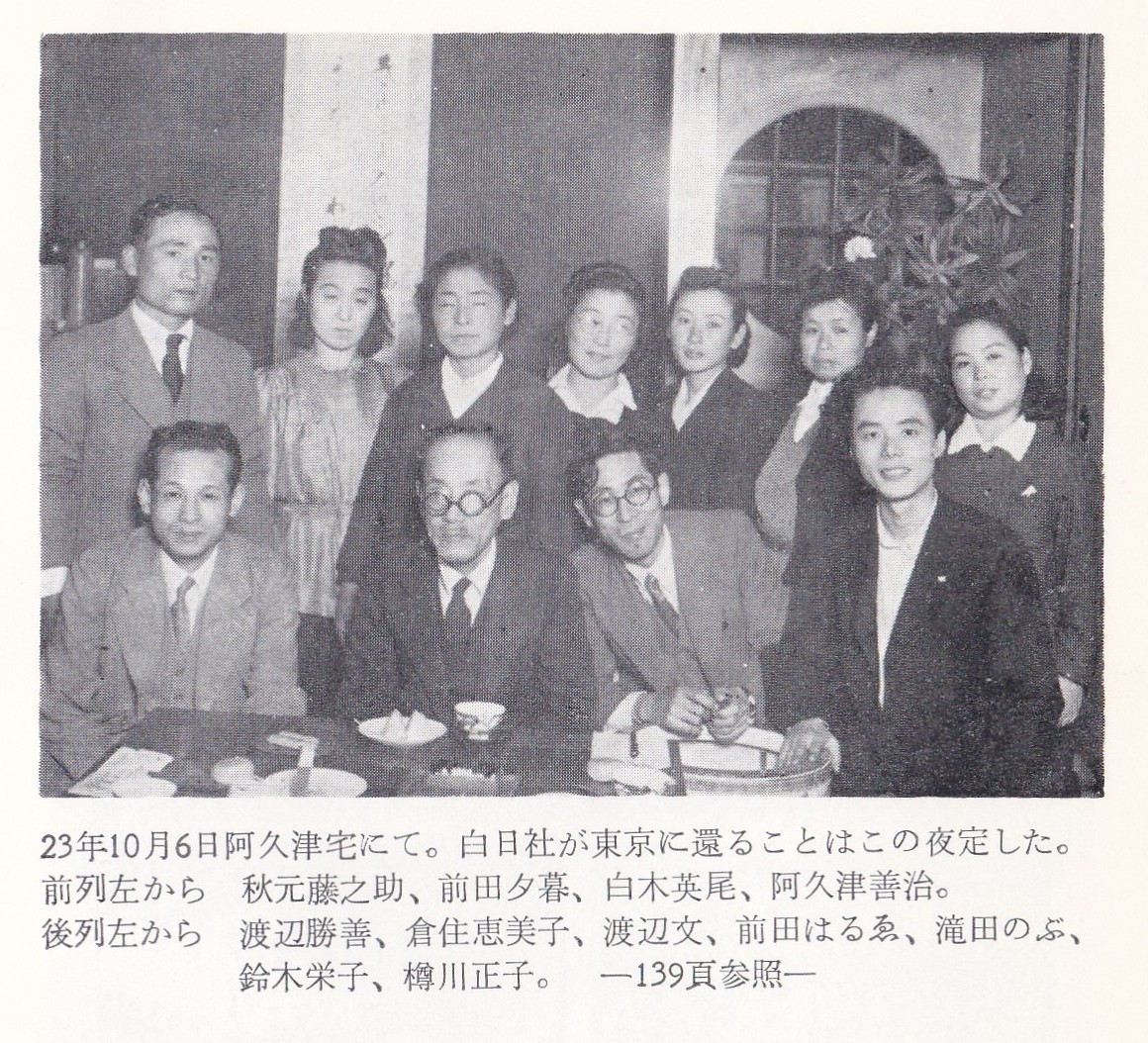
前田夕暮を迎えて・阿久津宅で

1948年3月、肺結核を発症して喀血した。10月に前田夕暮が東北行脚の途次郡山を訪問し、阿久津宅に1泊して郡山白日社の歌人たちと歓談し、翌日裏磐梯高原に遊ぶ。この時、白日社は郡山から東京に還ることに決まった。1949年5月、東京での白日社全国大会終了後に前田夕暮、白木英尾などとともに前田の郷里である相模野を訪ね、その夜一行は鶴巻温泉で歓をつくした。12月、自宅に十字屋書店を開業する。

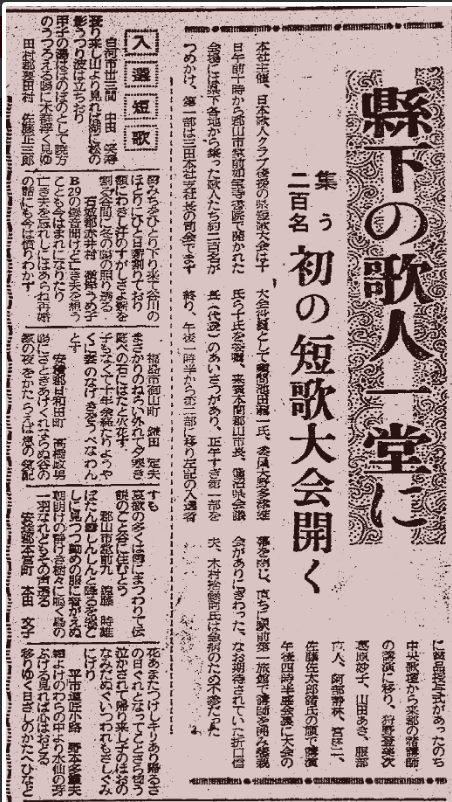
福島県短歌大会　昭和25年12月　郡山市で開催

 1950年12月、福島民報社主催で「福島県短歌大会」を郡山市の如宝寺で開催し、白木英尾と阿久津善治は運営の主要任務を担った。その折講師として招かれた宮柊二は、『詩歌』復刊についての阿久津善治の献身的な労苦を深く労った。1951年4月に、前田夕暮が死去する。1952年5月28日、前々年に開催した福島県短歌大会が機縁となり、県内の歌人たちが結集して福島県歌人会を創設した。発起人の1人として阿久津善治は白木英尾とともに事務局の中核を担った。後に阿久津善治は会長の要職を担う事となった。

### ケルン短歌会創設
1955年、養父・藤七が死去し、阿久津家の9代目当主となる。1956年には2月に肺結核が再発して入院し、7月に肋骨カリエスのため手術を受けた。同年11月、病院内の長期療養者を中心に、短歌会を創ろうという機運が高まり、阿久津が主唱して複数の病棟を統括した短歌会が結成され「ケルン短歌会」が発足した。孔版印刷による月刊誌『ケルン』創刊号には阿久津の「ケルンの言葉」という巻頭言が掲げられており、歌人が目指すべき道しるべが次のように示されている。
ケルン短歌会は病気療養者のみならず、医師、看護師、医療技術者などをはじめ、病院外の一般人をも含めて次第に広がりを見せていき、以後30年以上にわたり歌誌『ケルン』が刊行された。1957年12月、「ケルン短歌会」第一合同歌集『子葉』が刊行された。1959年１月、阿久津は満3年の入院生活を終えて退院する。1961年12月に第二合同歌集『座標I』を刊行する。

### 「地中海」入会から福島県歌人会会長まで
前田夕暮没後に、白日社を継承した前田透が、1957年5月に『詩歌』の休刊を宣言した。このため、阿久津も白日社からの退社を余儀なくされた。1963年、香川進や山本友一（ともいち）が創設した歌会「地中海」に入会し、福島支社を創設する。1966年7月、「地中海」全国大会を福島支社で設営する、大会は裏磐梯で開催した。1967年6月に第1歌集『回転木馬』を出版し、11月には郡山社会教育功労賞を受賞した。1971年2月、前田夕暮の没後20年を機に、『詩歌』を郡山で復活出版した際の経緯と前田夕暮との交信を綴った『郡山白日社覚書』を東京の白日社（前田透）名で出版し、3月には東京私学会館で香川進、前田透などの発起で出版記念会が開催され出席する。1973年5月、福島県歌人会会長となる（1975年辞任）。

### 宮中歌会始から死去まで
1976年8月にケルン第三合同歌集『座標II』を刊行し、9月にはケルン創立20年を祝う会を開催した。
1979年、宮中歌会始に陪聴者として参内する。1980年6月に第2歌集『内聴現象』を刊行したが、11月に交通事故で左眼を損傷して約1か月入院する。その後も、1982年に気管支からの出血により約1か月、1983年3月には肋骨切除手術のため24日間、1984年10月には視力回復手術のため1か月、それぞれ入院生活を送る。1985年8月に第33回「地中海」全国大会を会津若松市で開催したが、11月には肋膜炎のため再び入院した。1987年2月中旬に福島市で開かれた福島県文化振興基金賞受賞式に、入院中の身を押して出席し、同月下旬にはかねてから病床で推敲を進めてきた第3歌集『続 内聴現象』を刊行した。5月初旬、1年半ぶりに退院したが1週間後に呼吸困難のため再入院し、9月上旬退院した。1988年1月、呼吸困難となり入院し、2月1日に肺炎のため死去した。
生涯を闘病に明け暮れたが、前田夕暮の門人として歌道に励んだ。白日社同人として阿久津の先輩であった香川進は、次の弔辞を寄せている（抄録）。
死後の1988年8月に、ケルン第四合同歌集『座標III』が刊行される。1990年2月、遺歌集『冬木の桜』が刊行された。4月22日には郡山市安積国造神社の境内に、ケルン短歌会により歌碑
が建立された。

## 著作

### 単著

#### 歌集
- 第1歌集『回転木馬』新星書房、1967年6月
- 第2歌集『内聴現象』九藝出版、1980年6月
- 第3歌集『続 内聴現象』九藝出版、1987年2月
- 『冬木の桜 阿久津善治遺歌集』九藝出版、1990年2月

#### その他
- 『郡山白日社覚書』白日社、1971年2月

### ケルン短歌会合同歌集
※いずれも刊行元はケルン短歌会
- 第一合同歌集『子葉』1957年12月
- 第二合同歌集『座標』1961年12月
- 第三合同歌集「座標II』1976年8月
- 第四合同歌集『座標III』1988年8月 ※阿久津没後

### 受賞
- 郡山市社会教育功労賞 - 1967年
- 福島県文化振興基金賞 -1987年